# A 3 nindzsa nem hátrál
A 3 nindzsa nem hátrál (eredeti cím: 3 Ninjas: High Noon at Mega Mountain) 1998-ban bemutatott amerikai harcművészeti filmvígjáték Sean McNamara rendezésében, a Három kicsi nindzsa filmsorozat negyedik, befejező része. A főbb szerepekben Hulk Hogan, Loni Anderson és Victor Wong látható, a korábbi filmek gyerekszínészei nem tértek vissza.
Az Amerikai Egyesült Államokban 1998. április 10-én bemutatott film lesújtó kritikákat kapott és a sorozat legrosszabb részeként tartják számon.

## Cselekmény
A nyári vakáció alatt a három nindzsa – a 15 éves Rocky, a 14 éves Colt és a 9 éves Tum-Tum – nagyapjuk akadálypályáján vesz részt, ahol a sötétség miatt kénytelenek látásuk helyett a többi érzékszervükre hagyatkozni. Mori kihallgatja Rocky és Colt beszélgetését és csalódottan veszi tudomásul, hogy a két idősebb fiú nem akarják folytatni az edzéseket, mert már "felnőttesebb" dolgok érdeklik őket.
Hazatérve Tum-Tum is elszomorodik, mert a Dave Dragon főszereplésével készült kedvenc sorozatát törlik a műsorról. Másnap a gyerekek találkoznak új szomszédaikkal, köztük egy Amanda nevű komputerzseni fiatal lánnyal. A gyerekek a Mega Mountain vidámparkban tervezik megünnepelni Tum-Tum születésnapját, Amanda, valamint Rocky barátnője, Jennifer és több társuk is velük tart. Tudtukon kívül egy Mary Ann "Medúza" Rogers nevű bűnöző csatlósaival együtt el akarja foglalni a vidámparkot és túszul ejteni a látogatókat. A park tulajdonosát, Harry Jacobsont megfenyegetik: ha nem fizet 10 millió dollárt, akkor manipulálják a vidámparki játékokat, ezzel életveszélybe sodorva a vidámpark vendégeit. Tum-Tum és Colt Dave műsora után autogramot akar szerezni a sztártól, de azt a szemük láttára elhurcolják Medúza emberei. A gyerekek felfedezik a terroristák ténykedését, szembeszállnak velük és értesítik a hatóságokat. A kiérkező rendőröknek az FBI-t kell erősítésként hívniuk, mert Medúza emberei tüzet nyitnak rájuk. Megtorlásul Medúza az egyik emberével, C.J.-vel felgyorsíttat egy hullámvasutat. Amanda számítástechnikai eszközeivel át tudja venni az irányítást a gép felett, megmentve az utasokat.
Medúza három együgyű unokaöccsét, Carlt, Buelowot és Zedet küldi a terveit meghiúsító gyerekek után, de a fiatal nindzsák legyőzik őket. Dave beoson az irányítóközpontba és magánakcióba kezd, azonban hamar elfogják és ártalmatlanná teszik. Medúza visszanyeri az irányítást Amandától és fejjel lefelé megállítja a hullámvasutat, ezután Dave-t a többi vendéggel együtt bezáratja egy rögtönzött börtönbe. A kamerafelvételek alapján Medúza unokaöccsei felismerik Jennifert és fogságba ejtik, ezzel próbálva előcsalogatni annak barátját, Rockyt. Rocky a lány megmentésére indul, legyőzi és a rendőrök kezére juttatja Medúza Lothar Zogg névre hallgató helyettesét. Eközben Dave is összeszedi a bátorságát, legyőzi az őröket és kiszabadítja a túszokat. Jacobson helikopterről dobálja le a váltságdíjat tartalmazó pénzeszsákokat, Amanda az utolsót tönkreteszi egy miniatűr helikopterrel és a pénzzápor felfordulást okoz a park vendégei körében. 
Amanda Medúza fogságába esik, aki a maradék pénzzel el akar menekülni. A fiúk egy földalatti helyiségben legyőzik a bűnözőnő nindzsáit, de Medúza tönkreteszi a világítást és az éjjellátó készüléket viselő csatlósait küldi rájuk. A gyerekek visszaemlékeznek korábbi edzésükre és a vaksötétben is diadalmaskodnak támadóik felett. Amandát egy bomba mellett megbilincselve találják meg: kiszabadítják a lányt és a robbanóeszközt oxigénpalackokhoz erősítve, torpedóként Medúza menekülőhajója felé irányítják, majd a megérkező Dave erejét felhasználva kilövik azt. A hajó megsemmisül, a kiérkező rendőrség letartóztatja a robbanás elől a vízbe ugró és a partra menekülő bűnözőket.
A hősként ünnepelt gyerekek a sajtónak azt nyilatkozzák, Dave az igazi hős, így övé lesz a dicsőség és visszakapja műsorát. Rocky és Colt biztosítja Morit afelől, hogy nem akarják abbahagyni az edzéseket. Amandát is meghívják magukkal edzeni a következő nyárra, amit ő örömmel elfogad. A film legvégén megünneplik Tum-Tum születésnapját.

## Szereplők
| Színész              | Szerep                     | Magyar hang     |
| -------------------- | -------------------------- | --------------- |
| Mathew Botuchis      | Samuel "Rocky" Douglas Jr. | Glósz Viktor    |
| Michael O'Laskey II  | Jeffrey "Colt" Douglas     | Halasi Dániel   |
| James Paul Roeske ll | Michael "Tum-Tum" Douglas  | Bíró Attila     |
| Hulk Hogan           | Dave Dragon                | Barbinek Péter  |
| Lindsay Felton       | Jennifer                   |                 |
| Alan McRae           | Sam Douglas FBI-ügynök     |                 |
| Margarita Franco     | Jessica Douglas            |                 |
| Victor Wong          | Mori Tanaka nagypapa       | Versényi László |
| Loni Anderson        | Mary Ann "Medúza" Rogers   | Kiss Erika      |
| Jim Varney           | Lothar Zogg                | Végh Péter      |
| Kirk Baily           | Carl                       |                 |
| Brendan O'Brien      | Zed                        |                 |
| Travis McKenna       | Buelow                     |                 |
| Dwayne Carrington    | C.J.                       |                 |
| Pat Mahoney          | Harry Jacobson             |                 |

## Fogadtatás
A Rotten Tomatoes weboldalon a film 7 értékelés alapján 0%-on áll. A Variety kritikája szerint „csak a korlátozott koncentrálóképességgel rendelkező gyerekek fogják élvezni ezt a lagymatag kung-fu ostobaságot”. Anita Gates (The New York Times) úgy vélte, „szomorú, amikor Hulk Hogan nyújtja a film legmeghatóbb alakítását”. Szerinte a film végtelenül unalmas, de a kisgyerekek talán élvezik majd.

## Fordítás
- Ez a szócikk részben vagy egészben  a(z)   3 Ninjas: High Noon at Mega Mountain című angol Wikipédia-szócikk ezen változatának fordításán alapul.  Az eredeti cikk szerkesztőit annak laptörténete sorolja fel. Ez a jelzés csupán a megfogalmazás eredetét és a szerzői jogokat jelzi, nem szolgál a cikkben szereplő információk forrásmegjelöléseként.